# Aeolis Chaos
L'Aeolis Chaos è una struttura geologica della superficie di Marte.